# Süütej caj

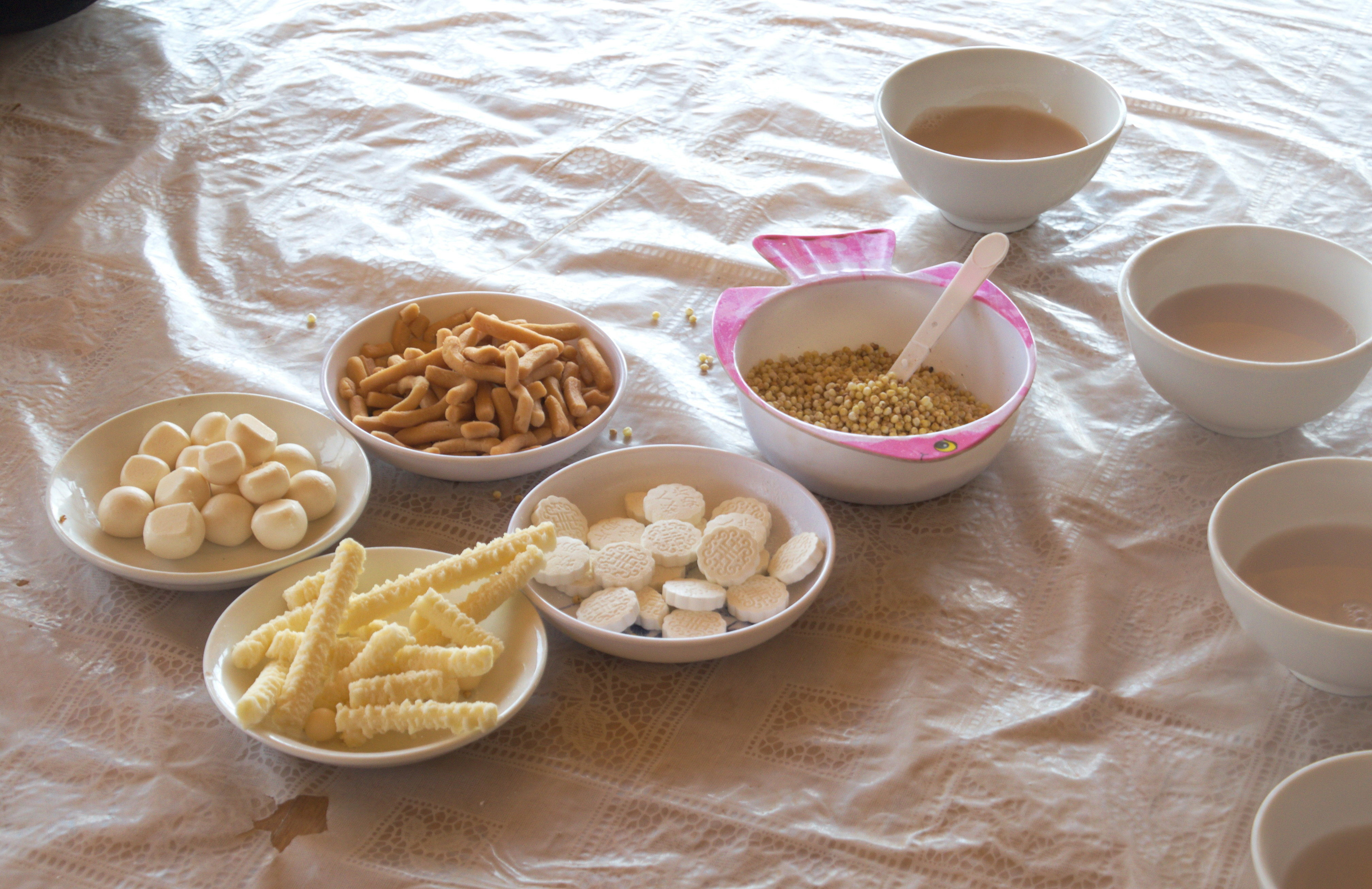
Herbata mleczna Süütej caj

Süütej caj (mong. сүүтэй цай; dosłownie: herbata z mlekiem) – sposób parzenia herbaty w Mongolii. Herbata zaparzana jest przez gotowanie w mleku. Do  herbaty tej może być dodawana sól, a w okresach zimowych kawałki tłuszczu, owczego łoju lub masła. W Mongolii białą herbatą częstuje się szanowanego gościa.